# سناء الصلح
سناء الصلح (19 سبتمبر 1939 - 24 سبتمبر 2019) كانت ناشطة لبنانية في مجال حقوق الإنسان دافعت عن احترام الحقوق المتساوية للنساء والأطفال والأشخاص ذوي الإعاقة من خلال التغيير الاجتماعي والسياسي. كانت واحدة من القيادات النسائية الرئيسية في حركات الحقوق المدنية في لبنان، وهي تعمل بنشاط وتضغط وتؤدي مظاهرات للقتال من أجل حق المرأة في منح جنسيتها لأطفالها، وتطالب بقوانين تضمن حصص مشاركة المرأة في السياسة، أو جمع الأموال للعديد من المؤسسات والجمعيات حيث كانت عضوًا نشطًا.

## الحياة والعمل
صلح تنحدر من عائلة بارزة منحت لبنان أربعة رؤساء وزراء، رياض الصلح، سامي الصلح، تقي الدين الصلح ، رشيد الصلح. هي ابنة وحيد الصلح الذي اغتيل لأسباب سياسية خلال الحرب الأهلية في لبنان عام 1958. والدتها هي منيرة الصلح التي كانت أول امرأة في لبنان وربما في العالم العربي ترشح للحصول على مقعد في البرلمان اللبناني وأحد القيادات النسائية الرئيسية للمظاهرات التي أدت إلى استقلال بلدها في عام 1943.
في وقت مبكر كانت سناء الصلح عضواً نشطاً في معهد الأمل للمعاقين برمانا لبنان. تأسست الأمل في عام 1959 من قبل والدتها منيرة الصلح وكانت أول مركز من نوعه في الشرق الأوسط. ساعد صلح في إدارة وجمع الأموال للمعهد لعدة عقود. كما تولت قيادة جمعية أولياء أمور الأطفال ذوي الإعاقة، لبنان، التي أسستها والدتها أيضًا في عام 1984.
في وقت لاحق، وسعت سناء نطاق نشاطها لتصبح نائبة رئيس المجلس اللبناني للمرأة، وهي منظمة جامعة لأكثر من 150 جمعية في جميع أنحاء البلاد، وكانت الأمينة العامة لمنظمة العفو الدولية في لبنان.
كانت رئيسة الفرع اللبناني من «اصنع الأمهات» التي تنادي بالسلام. قادت سلسلة من ورش العمل عبر المناطق اللبنانية لمساعدة النساء على التغلب على النزاعات العائلية ونشر السلام في مجتمعهن. كانت عضوًا في العديد من جمعيات الدعوة، بما في ذلك رابطة النساء في الجامعة الأمريكية في بيروت، والاتحاد الدولي للمرأة الديمقراطية، والاتحاد من أجل حقوق الطفل في لبنان، والاتحاد الوطني لجمعيات الآباء ومؤسسات ذوي الإعاقات العقلية في لبنان، وعضو مؤسس في المنظمة المدنية لسلامة المواطن (المواطن الآمن) في لبنان. صلح كان أيضًا عضوًا في جمعية خريجي الجامعة اللبنانية الأمريكية.

## عائلتها
كان لسناء ثلاثة أطفال من زوجها الأول وجدي أسعد رزوق: أسعد ونديم ونايلة رزوق، واثنان من زواجها الثاني من جوزيف بطرس رعد: نائل وهالة رعد. كان لديها سبعة أحفاد: ماريك وساري وكريم ونور رزوق وبيتر جوزيف رعد وصوفيا وكارل جورج.

## التعليم
حصلت على دبلوم في إدارة الأعمال من كلية بيروت الجامعية (الجامعة اللبنانية الأمريكية الحالية)، ودبلوم في علم الاجتماع من كلية بورتسموث للتكنولوجيا في المملكة المتحدة، ودبلوم في الترجمة من مدرسة هيرميس دي لوزان، سويسرا. درست في مدرسة برمانا الثانوية، والمدرسة الأمريكية للبنات، وملء ليسي دي جيونز في بيروت

## المؤتمرات
في صراعها من أجل النهوض بحقوق المرأة والطفل والأشخاص ذوي الإعاقة، مثل صلح لبنان في مختلف المؤتمرات الدولية في جميع أنحاء العالم.

### المجلس الدولي للمرأة
- بانكوك، تايلاند، 17-19 نوفمبر 2014 ، سيول، كوريا الجنوبية، 17-22 سبتمبر 2012 ، برشلونة، إسبانيا، يونيو 2012 جاكرتا، إندونيسيا، أبريل 2008 الرباط، المغرب، مارس 2005
- الاتحاد النسائي الدولي الديمقراطي
- هافانا، كوبا، 28 نوفمبر - 1 ديسمبر 2015 ، برازيليا، البرازيل، 8-12 أبريل 2012 ؛ كاراكاس، فنزويلا
- إعادة التأهيل الدولية
- نيروبي، كينيا، سبتمبر 1992 لشبونة، البرتغال، يونيو 1984 دبلن، أيرلندا، 1968
- منتدى سيدات الأعمال الاقتصادية
- المنامة، البحرين، نوفمبر 2009
- الاتحاد العام للمرأة العربية
- الجزائر، الجزائر، 2006
- مؤتمر المرأة العربية والحصص
- بيروت، لبنان، 1998